# Theodore Racing
Theodore Racing (chin. 徳利賽車隊香港) war ein Motorsportteam, das dem in Hongkong lebenden Geschäftsmann Teddy Yip gehörte. Der Rennstall war von 1977 bis 1984 in der Formel 1 sowie in der Aurora- und der CART-Serie engagiert. In einigen Jahren konstruierte das Team eigene Rennwagen. Zeitweise war es eng mit den Formel-1-Rennställen Shadow und Ensign verbunden. Die weiß lackierten Autos von Theodore waren vielfach mit ungewohnten chinesischen Schriftzeichen versehen und brachten nach Ansicht von Beobachtern einen „geheimnisvolles asiatisches Flair“ in den internationalen Motorsport. Besondere Bedeutung für das Team hatte der traditionsreiche Macau Grand Prix, als dessen Initiator Yip gilt.

## Teddy Yip

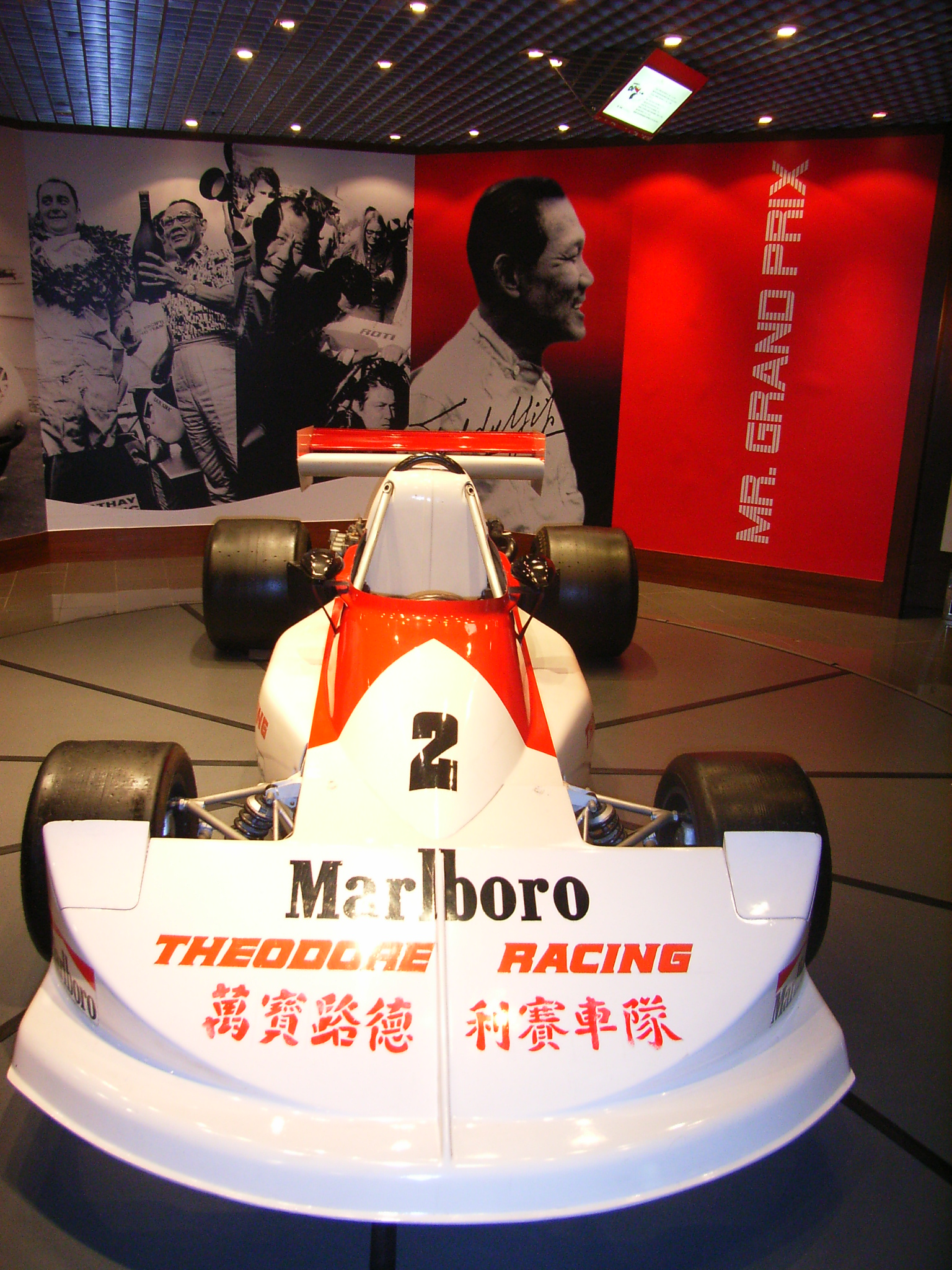
„Geheimnisvolles asiatisches Flair“ durch Rennwagen, die mit chinesischen Zeichen beschriftet waren: Theodore Racing

Inhaber des Teams Theodore Racing war Teddy Yip, ein 1907 in Indonesien geborener Geschäftsmann chinesischer Abstammung mit niederländischer Staatsangehörigkeit. Yip hatte durch unterschiedliche Geschäfte, vor allem aber durch die von ihm gegründete Sociedade de Turismo e Diversões de Macau (STDM), ein erhebliches Vermögen verdient. Die STDM hatte zeitweise das Monopol für Glücksspiel in der portugiesischen Kolonie Macau inne; zudem unterhielt Yip weitere Unternehmen in der Freizeit- und Tourismusbranche unterhielt. Er gilt als eine der zentralen Figuren bei der touristischen Entwicklung Macaus.
Der wirtschaftliche Erfolg seiner Unternehmen ermöglichte es Yip seit den 1950er-Jahren, sich in seiner Freizeit dem Motorsport zu widmen. Bis 1963 nahm er als Fahrer an Automobilrennen teil, vor allem am Macau Grand Prix, den er 1963 als Dritter beendete. Danach konzentrierte sich Yip auf die Leitung seines eigenen Rennstalls, den er bis in die 1980er-Jahre hinein regelmäßig in Macao an den Start brachte. Seit den frühen 1970er-Jahren weitete Yip sein Engagement auf den internationalen Motorsport aus. Von 1974 bis 1976 unterstützte er die Formel-5000-Einsätze von Alan Jones, Brian Redman und Vern Schuppan. 1974 erschien Teddy Yip erstmals in der Formel 1, drei Jahre in der amerikanischen CART-Serie. In der Formel 1 fuhr er mehrgleisig. Neben der Unterstützung selbständiger Rennställe (Ensign, Shadow und RAM) etablierte Yip einen eigenen Rennstall, der zeitweise sogar eigene Fahrzeuge konstruierte. Zwischen den Formel-1-Engagements nahm der Rennstall an der nach Formel-1-Regeln abgehaltenen Aurora-Serie teil. Ende der 80er Jahre beendete Yip langsam sein motorsportliches wie auch wirtschaftliches Engagement und übergab sein Wirtschaftsimperium an seinen Schwiegersohn.

## Theodore Racing in der Formel-1-Weltmeisterschaft
Theodore Racing war im Laufe der Jahre in unterschiedlichen Formen an der Formel 1 beteiligt. Theodore startete als Sponsor (1974 bis 1977), entwickelte sich zum Kundenteam weiter (1978) und wurde schließlich ein eigenständiges Werksteam, das eigene Formel-1-Autos konstruierte (1981 bis 1983).

### 1974 bis 1977: Theodore als Sponsor

#### 1974: Fahrersponsoring
1974 beteiligte sich Teddy Yip erstmals in der Formel 1. Zu dieser Zeit existierte das Team Theodore Racing in der Formel 1 noch nicht als organisatorische Einheit. Theodore Yip war 1974 lediglich Sponsor Vern Schuppans, der im Ensign-Werksteam sein Formel-1-Debüt beging. In der Meldeliste erschien der Name Theodore in diesem Jahr noch nicht. Schuppans Engagement bei Ensign war auf sieben Rennen angelegt. Der Australier qualifizierte sich dreimal, kam aber nur bei seinem ersten Rennen – dem Großen Preis von Belgien – ins Ziel.

#### 1976: Ein Werks-March für Theodore Racing
Zwei Jahre später erschien der Name Theodore Racing erstmals in der Formel-1-Weltmeisterschaft: Yip erwarb das Recht, den von Ronnie Peterson gefahrenen zweiten Wagen des March-Werksteams zum Großen Preis der USA West unter der Bezeichnung Theodore Racing zu melden. Ungeachtet dieser Bezeichnung organisierte March den Renneinsatz des Peterson-Wagens, der auf dem Long Beach Grand Prix Circuit als 10. über die Ziellinie fuhr.

#### 1977: Ensign

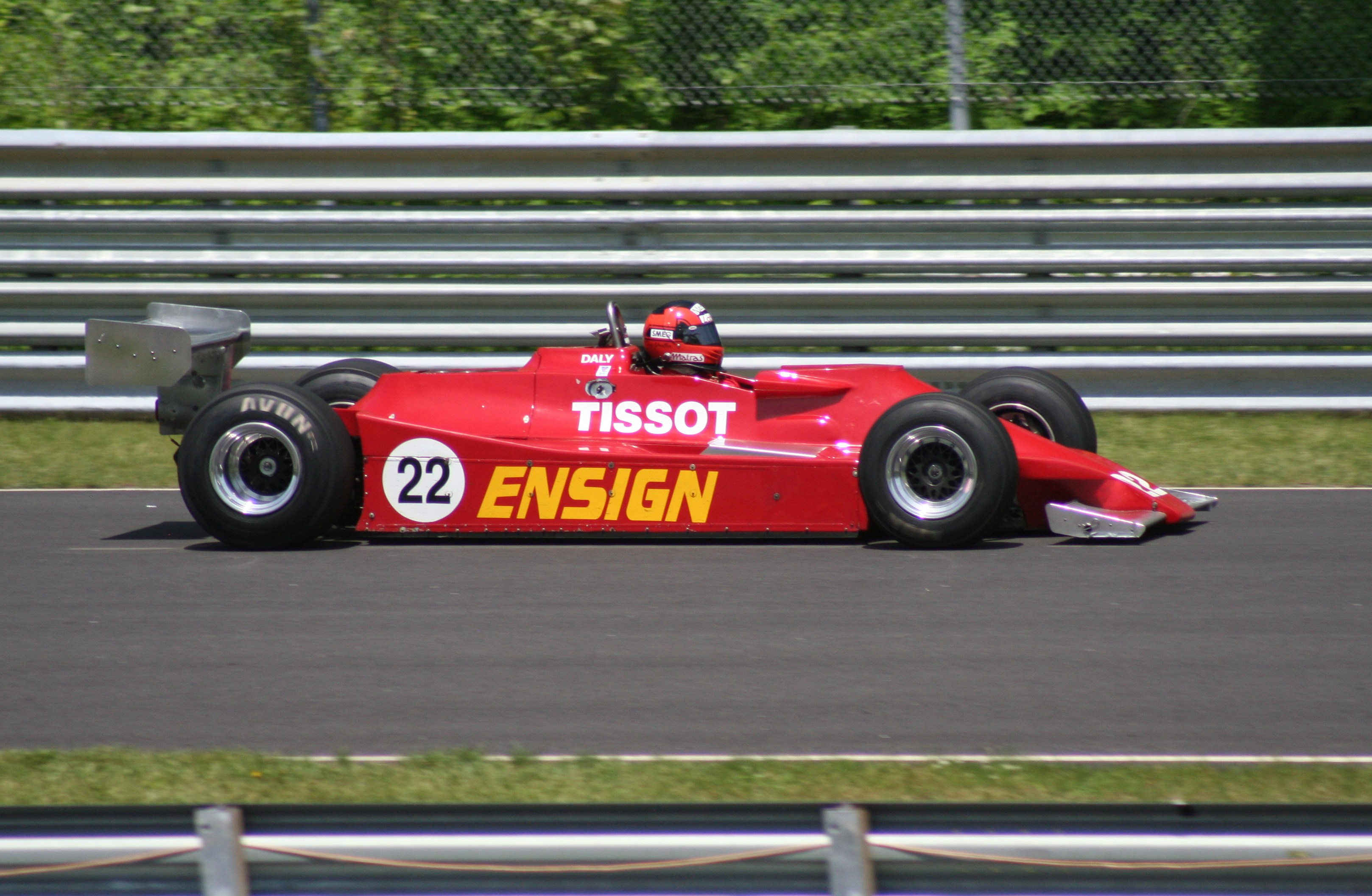
Ensign N177 (hier in der Lackierung des Team Tissot Ensign with Castrol)

Zum Großen Preis von Großbritannien 1977 erschien das Team Theodore Racing Hong Kong in der Formel 1. Unter dieser Bezeichnung wurde ein Ensign N177 für den französischen Rennfahrer Patrick Tambay gemeldet, der hier seine ersten Versuche in der Formel 1 unternahm.
1977 verfügte Theodore Racing noch nicht über eine eigene Infrastruktur. Theodore war lediglich Namenssponsor für den zweiten Wagen des Ensign-Teams, das zuvor nur mit einem Fahrzeug (für Clay Regazzoni) in der Formel-1-Weltmeisterschaft angetreten war. Yip nutzte dabei ein Vorgehen, das in den 1970er Jahren nicht unüblich war: Um den Sponsoren der Fahrer gebührend Rechnung zu tragen, konnten verschiedene Fahrer des gleichen Teams unter selbständigen, voneinander abweichenden Bezeichnungen gemeldet werden. Ensign organisierte danach in der zweiten Saisonhälfte 1977 den Renneinsatz sowohl für Regazzoni als auch für Tambay. Regazzonis Wagen wurde unter dem Namen Team Tissot Ensign with Castrol gemeldet, während Tambays Auto nominell für Theodore Racing Hong Kong antrat.
Zwar fuhren beide Ensign-Piloten einen N177; Tambays Wagen war allerdings wettbewerbsfähiger als der Werkswagen Regazzonis. Teddy Yip stellte Tambay die Mittel für einen leistungsstarken Cosworth-Motor bereit, der sich auf aktuellem Bearbeitungsstand befand, während Regazzoni im finanziell angeschlagenen Ensign-Team nur auf weniger standfeste gebrauchte Motoren zurückgreifen konnte. Yip finanzierte Tambay außerdem private Testfahrten, die Regazzoni verwehrt waren.
Die gesicherte Finanzierung seines Einsatzes zahlte sich für Tambay aus. Bereits bei seinem ersten Rennen setzte sich der Franzose im Theodore-Ensign gegenüber dem erfahrenen Regazzoni durch: Während der Tessiner an der Qualifikation scheiterte, qualifizierte sich Tambay für den 16. Startplatz vor Patrick Depailler im Tyrrell P34 und Jean-Pierre Jabouille im Turbo-getriebenen Renault. Im Rennen selbst schied er nach drei Runden wegen Elektrikdefekts aus. In den folgenden Rennen qualifizierte sich Tambay zunächst wiederholt vor Regazzoni; sein bester Startplatz war Position sieben beim Großen Preis von Österreich. Zum Saisonende hin gelang dem Tessiner aber eine Festigung seiner Leistungen, sodass er dann meist vor Tambay startete. Die einzige Nichtqualifikation des Theodore-Ensign war beim Großen Preis der USA Ost zu verzeichnen.
Tambay fuhr bereits bei seinem zweiten Rennen, dem Großen Preis von Deutschland, seinen den ersten WM-Punkt ein, als er mit nur eineinhalb Minuten Rückstand auf den Sieger Niki Lauda im Ferrari Sechster wurde. Zwei fünfte Plätze in den Niederlanden und Kanada ließen Tambay die erste Weltmeisterschaft mit fünf Punkten abschließen. Ebenso viele hatte Regazzoni im Laufe der gesamten Saison eingefahren.

### 1978: Vom Werks- zum Kundenteam
Nach drei Jahren bloßer Sponsorentätigkeit in der Formel 1 gründete Yip für die Saison 1978 einen eigenen Rennstall, der über eine eigenständige Infrastruktur verfügte. Theodore Racing war als Kundenteam strukturiert, setzte zunächst also einen Motor und ein Chassis ein, das er bei einem etablierten Hersteller einkaufte. Es war eines der letzten Teams, die diesem Konzept folgten.

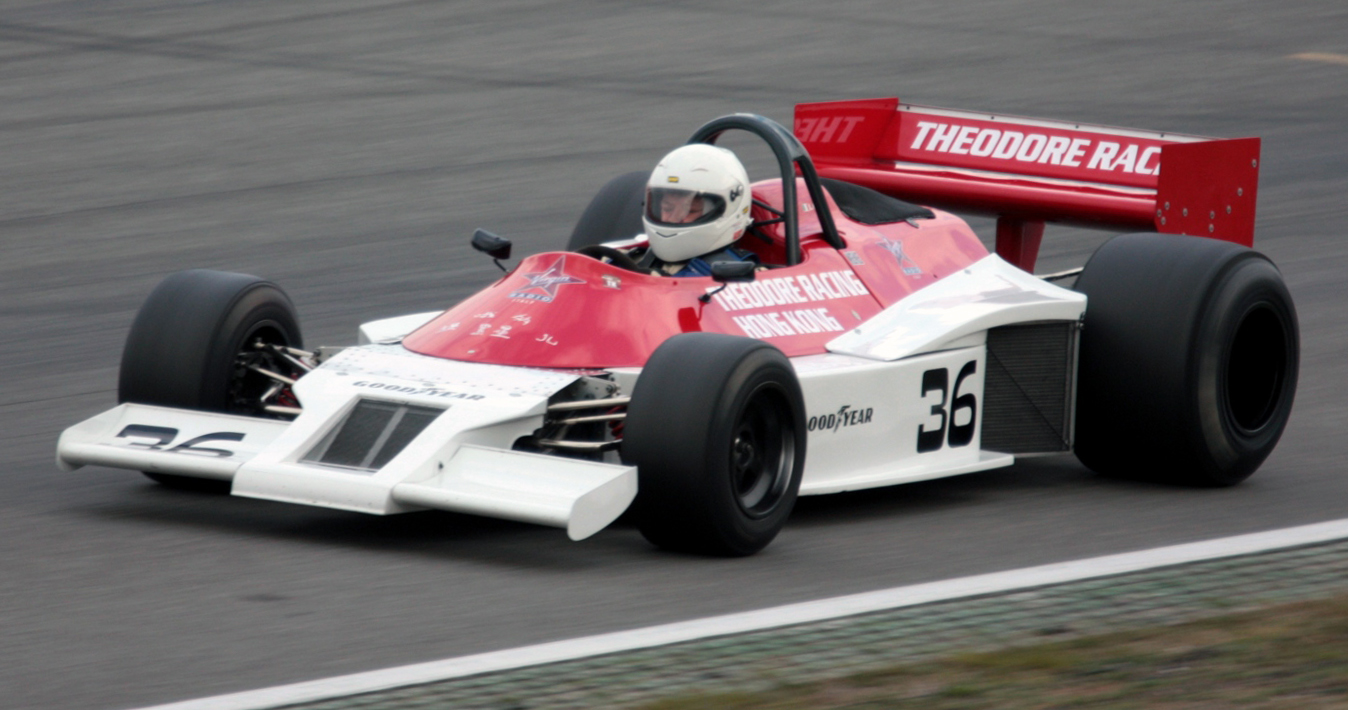
Theodore TR1 (Hockenheim 2011)

Theodore Racing setzte 1978 zunächst ein Auto ein, das Yip von Ralt übernommen hatte und als Theodore TR1 bezeichnet wurde. Nachdem sich das Auto als nicht konkurrenzfähig erwiesen hatte, stellte Theodore auf Autos von Walter Wolf um, die keine Verbesserung brachten.
Der Theodore TR1 wurde von Ralt entwickelt, einem britischen Konstruktionsbüro, das von dem ehemaligen Brabham-Konstrukteur Ron Tauranac geleitet wurde. Ralt hatte das Auto zunächst selbst in der Formel 1 einsetzen wollen; als sich dieser Plan allerdings aus finanziellen Gründen nicht umsetzen ließ, verkaufte Tauranac das Auto an Teddy Yip. Er galt als ein „massives, gänzlich konventionelles Auto“, das bereits bei seiner Präsentation einen veralteten Eindruck machte.
Für die ersten beiden Rennen der Saison meldete Theodore den US-amerikanischen Rennfahrer Eddie Cheever. Weder in Argentinien noch in Brasilien gelang Cheever die Qualifikation. Zum dritten Rennen wechselte Cheever zum Team Hesketh Racing, woraufhin der finnische Debütant Keke Rosberg seinen Platz bei Theodore übernahm.
Bei seinem ersten Einsatz, dem Großen Preis von Südafrika, qualifizierte Rosberg den TR1 für den 24. Startplatz (vor Cheever im Hesketh). Im Rennen selbst kam Rosberg nur 15 Runden weit, dann brach eine technische Komponente. In den offiziellen Statistiken ist ein Ausfall wegen defekter Kupplung verzeichnet, andere Quellen berichten, die Bremsen seien kollabiert. Infolge dieses Fehlers prallte Rosberg mit dem Theodore in eine Begrenzungsmauer. Der Wagen wurde stark beschädigt. Rosberg blieb unverletzt, atmete aber austretende Benzindämpfe ein und erlitt eine Atemwegsreizung.
Das Team trat zu den folgenden Weltmeisterschaftsläufen bis zum Großen Preis von Spanien in unveränderter Aufstellung an, Rosberg scheiterte aber regelmäßig an der Qualifikation oder an der Vorqualifikation. Eine Ausnahme bildete die BRDC International Trophy in Silverstone, die nicht zur Weltmeisterschaft zählte: Hier gelang es Rosberg, als Erster über die Ziellinie zu fahren. Es sollte der erste und einzige Sieg eines Theodore in der Formel 1 sein. Allerdings ist dieser Sieg auf besondere Umstände zurückzuführen. Einerseits blieb ein Teil der Konkurrenz diesem Rennen fern; andererseits war das Rennen von schweren Regengüssen geprägt, aufgrund derer die Auslaufzonen verschlammten. Zahlreiche vor Rosberg fahrende Piloten wie Niki Lauda im Brabham blieben im Schlamm stecken. Insgesamt kamen nur vier Fahrer ins Ziel.
Nach dem Großen Preis von Spanien, bei dem Rosberg an der Vorqualifikation gescheitert war, gab Teddy Yip den TR1 auf. Die Großen Preise von Schweden, Frankreich und Großbritannien ließ das Team aus, um sich neu zu strukturieren.
Zum Großen Preis von Deutschland erschien Theodore erneut. Das Team meldete nun den Wolf WR3 und bei späteren Rennen den Wolf WR4, jeweils ausgestattet mit einem Cosworth-Saugmotor. Bei ihnen handelte es sich um Abwandlungen des von Harvey Postlethwaite entwickelten Wolf WR1, mit dem Jody Scheckter das Debütrennen des Teams 1977 hatte gewinnen können. Der WR 3 war 1977 im Wolf-Werksteam dreimal und 1978 einmal eingesetzt worden, der WR 4 hatte nur einen einzigen Renneinsatz erlebt (Scheckter beim Großen Preis von Argentinien 1978).
Beim Großen Preis von Deutschland qualifizierte sich Keke Rosberg mit dem in Theodore-Farben lackierten WR3 für den 19. Startplatz. Das Rennen beendete er als Zehnter. Beim anschließenden Großen Preis von Österreich ging er vom 25. Startplatz ins Rennen. Er kam auch ins Ziel, hatte aber nur 47 von 54 Runden absolviert und wurde wegen zu geringer Distanz nicht gewertet.
Beim Großen Preis der Niederlande erschien Theodore erstmals mit dem WR4. Das Auto war schlechter als der WR3. In Zandvoort qualifizierte sich Rosberg noch einmal für den 24. Startplatz, schied im Rennen aber nach einem Unfall infolge klemmenden Gaszugs aus. Der anschließende Große Preis von Italien war das letzte Formel-1-Rennen, an dem das Team in dieser Saison teilnahm. Rosberg verpasste mit dem WR4 die Vorqualifikation.
14 Tage nach dem Großen Preis von Italien meldete Theodore Racing den Wolf WR3 erstmals für die nationale britische Formel-1-Meisterschaft, die sog. Aurora AFX-Serie, in der das Team bis Ende 1980 engagiert blieb.

### Theodore als Werksteam
Nach einer Unterbrechung von zwei Jahren kehrte Theodore als Konstrukteur in die Formel 1 zurück. Das Formel-1-Engagement des Teams in den frühen 1980er-Jahren basierte organisatorisch auf dem Shadow-Team, das Yip 1980 kurz vor dessen Insolvenz übernommen hatte. Nach zwei schwierigen Jahren übernahm er auch das finanziell angeschlagene Team Ensign, dessen Infrastruktur die Grundlage für Theodores Teilnahme an der Formel-1-Saison 1983 wurde. Yips Formel-1-Ansätze blieben letztlich ohne Erfolg. Die Übernahme etablierter Rennställe, die sich in wirtschaftlichen Schwierigkeiten befanden, war in der aufkommenden Turboära kein Konzept, mit dem man dauerhaft bestehen könnte. Teddy Yip sah dies Ende 1983 ein und stellte, da er die mit den Turbomotoren verbundenen finanziellen Herausforderungen nicht annehmen wollte, den Rennbetrieb in der Formel 1 ein.

#### 1980: Zwischenspiel – Theodore-Shadow
1979 und 1980 erschien das Theodore-Team nicht in der Formel-1-Weltmeisterschaft. In dieser Zeit war Teddy Yip lediglich als Sponsor in der Formel-1-Weltmeisterschaft vertreten. Yip unterstützte zum wiederholten Mal Mo Nunns Ensign-Team; dabei finanzierte er weitgehend die Entwicklung und den Aufbau des Ensign N179.
Im Frühjahr 1980 ergab sich für Teddy Yip die Möglichkeit eines neuerlichen Einstiegs in die Formel 1. Das 1971 gegründet britisch-amerikanische Team Shadow, das Mitte der 1970er-Jahre ein Weltmeisterschaftsrennen gewonnen und bis 1977 eine Reihe kleinerer Erfolge erzielt hatte, befand sich seit dem Verlust des Hauptsponsors und eines Teils des technischen Personals in wirtschaftlichen Schwierigkeiten und stand, nachdem sich der für die Saison 1980 neu konstruierte Shadow DN11 als untauglich erwiesen hatte, vor der Insolvenz.
Im April 1980 übernahm Teddy Yip das Shadow-Team. Ab dem Großen Preis von Monaco wurde der Rennstall als Theodore-Shadow gemeldet. Nachdem sich das Team mit dem von Yip finanzierten, gänzlich neuen Shadow DN12 weder hier noch bei den anschließenden Rennen in Spanien und Frankreich qualifizieren konnte, stellte Yip im Juni 1980 den Rennbetrieb von Theodore-Shadow ein.
In der zweiten Saisonhälfte 1980 restrukturierte Yip das Shadow-Team im Hinblick auf einen Neubeginn in der Saison 1981. Jo Ramírez wurde als Teammanager verpflichtet, und der ehemalige Shadow-Designer Tony Southgate kam zurück ins Team. Auf der Grundlage des Shadow-Teams und unter Einbeziehung seines eigenen, in der Aurora-Serie engagierten Rennstalls entstand so im Herbst ein neuer Rennstall, der unter der Bezeichnung Theodore Racing in der Formel-1-Weltmeisterschaft 1981 an den Start gebracht wurde.

#### 1981: Ein Punkt im ersten Rennen

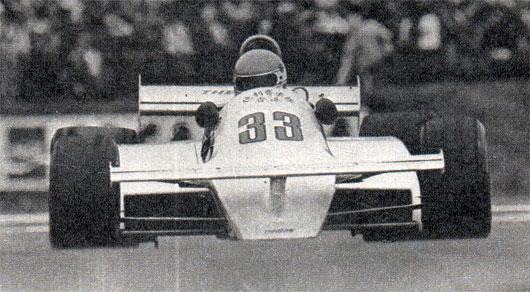
Theodore TY01 beim Großen Preis von Argentinien 1981

Das neu formierte Team Theodore Racing erschien erstmals beim Großen Preis von Südafrika, einem im Februar 1981 abgehaltenen Rennen, das keinen Weltmeisterschaftsstatus hatte. Da das von Southgate entworfene neue Auto noch nicht einsatzbereit war, meldete das Team hier den Theodore TR2, eine kaum modifizierte Version des letztjährigen Shadow DN12. Fahrer war Geoff Lees, der das Auto bereits im Vorjahr für Shadow bzw. Theodore-Shadow gefahren hatte.
Mit dem ersten Weltmeisterschaftslauf, dem Großen Preis der USA West, erschien der neu konstruierte Theodore TY01, ein konventionelles Saugmotorauto mit Flügelprofilen in den Seitenkästen. Theodore setzte nur ein Fahrzeug ein; als Fahrer kehrte zunächst Patrick Tambay ins Team zurück, der gleich beim Auftaktrennen in Long Beach als Sechster ins Ziel kam und seinem Team einen Weltmeisterschaftspunkt brachte. Weitere Punkte gab es allerdings nicht. Im Sommer 1981 wechselte Tambay zur Équipe Ligier. Daraufhin wurde er für den Rest des Jahres durch den Schweizer Marc Surer ersetzt. Surer kam bei acht Rennen fünfmal ins Ziel, verpasste aber jeweils die Punkteränge.

#### 1982: Nur eine Zielankunft

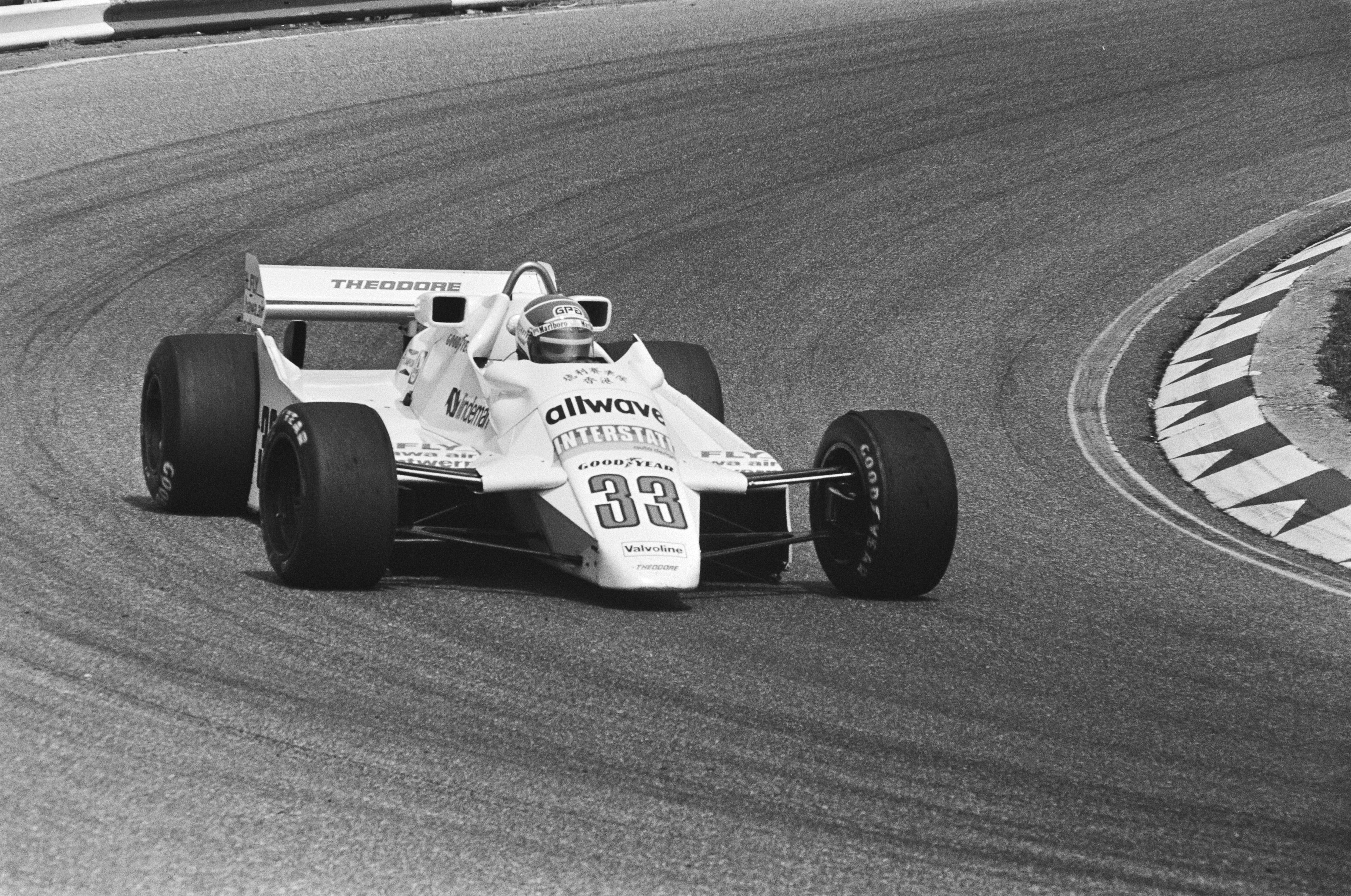
Jan Lammers im Theodore TY02 beim Großen Preis der Niederlande 1982

Für die Saison 1982 konstruierte Tony Southgate mit dem Theodore TY02 ein neues Fahrzeug. Der TY02 war nach wie vor ein konservatives Baukastenauto, das technisch anspruchslos war, aber attraktivere Linien aufwies als der Vorgänger. In einer Saison, in der die Verbreitung von Turbomotoren zunahm, blieb Theodore ein Saugmotor-Team, das einen konventionellen Cosworth-Achtzylinder verwendete. Insgesamt entstanden zwei Autos; das erste Exemplar war ab März 1982 einsatzbereit.
Theodore Racing war 1982 auf den Einsatz von Paydrivern angewiesen. Anfänglich verpflichtete das Team den Iren Derek Daly. Beim ersten Saisonrennen, dem Großen Preis von Südafrika, kam er auf dem 14. Platz ins Ziel. Es war die einzige Zielankunft für Theodore in der gesamten Saison. Sie wurde noch mit dem Vorjahresmodell TY01 erzielt. Der TY02, der ab dem folgenden Rennen gemeldet wurde, sah nie die Ziellinie: Achtmal verpassten die Piloten des TY02 die Qualifikation, sechsmal fielen sie infolge von Fahrfehlern oder technischen Defekten aus.
Das Team litt während der gesamten Saison 1982 unter starker Personalfluktuation und einer hohen Zahl an Unfällen. Nachdem Derek Daly die ersten drei Saisonrennen für Theodore bestritten hatte, wechselte er zum etablierten Williams-Team, wo er Carlos Reutemann ersetzte. Dalys Nachfolger bei Theodore wurde Jan Lammers, der ab dem Großen Preis von Belgien sechsmal gemeldet wurde. Bei seinen ersten drei Einsätzen für Theodore verpasste Lammers jeweils die Qualifikation. Vor dem Großen Preis der USA Ost wurde Lammers gebeten, im französischen Renault-Team Alain Prost zu ersetzen, der sich bei der vorherigen Veranstaltung verletzt hatte. Lammers entschied sich indes für einen Verbleib bei Theodore. Prost fuhr in Detroit schließlich trotz seiner Verletzung für Renault. Lammers verunglückte im Training von Detroit schwer: Sein TY02/1 prallte infolge eines Fahrfehlers gegen eine Betonwand und wurde erheblich beschädigt. Lammers brach sich bei dem Unfall das Handgelenk und musste das folgende Rennen auslassen.
Anstelle des Niederländers wurde für den Großen Preis von Kanada der Brite Geoff Lees gemeldet; Einsatzfahrzeug war hier erstmals der zweite TY02, der für die Nordamerikarennen neu aufgebaut worden war. Lees qualifizierte sich für den vorletzten Startplatz. Am Rennsonntag war Lees in den schweren Startunfall verwickelt, bei dem der Osella-Pilot Riccardo Paletti ums Leben kam: Lees, der eine Reihe hinter Paletti startete, fuhr in den Osella des Italieners, der kurz zuvor mit über 200 km/h auf Didier Pironis stehengebliebenen Ferrari geprallt war. Lees blieb unverletzt, sein Auto wurde allerdings erheblich beschädigt. Da auch der erste TY02 infolge von Lammers' Unfall noch nicht wieder einsatzbereit war, konnte das Theodore-Team am Neustart zum Großen Preis von Kanada nicht mehr teilnehmen.
Zu den folgenden drei Rennen meldete Theodore erneut Jan Lammers. In dieser Zeit konnte er sich nur einmal qualifizieren. Bei seinem Heimrennen, dem Großen Preis der Niederlande, ging er als Letzter ins Rennen und schied nach 31 Runden infolge eines Motordefekts aus. Vor dem mit dem Großen Preis von Frankreich löste Theodore den Vertrag mit Lammers auf; sein Nachfolger wurde der Ire Tommy Byrne, der hier sein Formel-1-Debüt beging. Byrne qualifizierte sich bei fünf Veranstaltungen zweimal, kam aber nie ins Ziel.

#### 1983: Erneute Zusammenarbeit mit Ensign

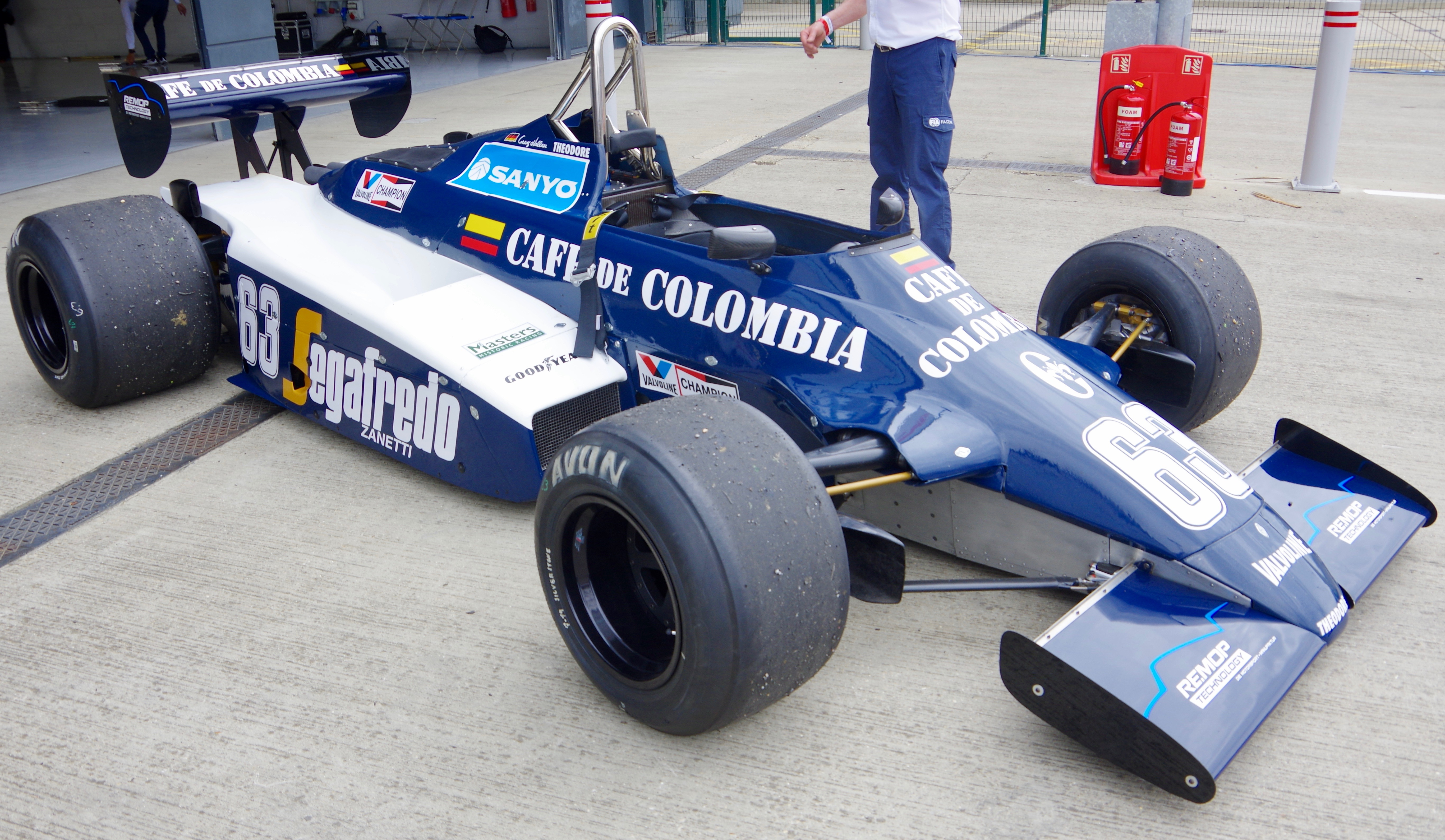
Theodore N183

Parallel zum Einsatz seines eigenen Rennstalls hatte Teddy Yip 1981 und 1982 weiterhin Mo Munns Ensign-Team finanziell unterstützt. Yip ermöglichte dem Rennstall Ende 1981 beispielsweise den Umzug in größere Werkshallen und finanzierte den Aufbau mehrerer Ensign-Wagen. Mit Ablauf der Saison 1982, die für Ensign ebenso erfolglos verlaufen war wie für Theodore, übernahm Yip das Ensign-Team und verschmolz es, so wie er es zwei Jahre zuvor bereits mit Shadow getan hatte, mit seinem eigenen Rennstall. Das neue Team operierte von der ehemaligen Ensign-Basis aus und nutzte die dortige Infrastruktur, wurde aber ungeachtet dessen in der Formel-1-Saison 1983 unter der Bezeichnung Theodore Racing zur Formel-1-Weltmeisterschaft gemeldet.
Das Team brachte 1983 den Theodore N183 an den Start, den Nigel Bennett ursprünglich für Ensign entworfen hatte. Anders als in den Jahren zuvor, meldete Theodore 1983 ein Zwei-Wagen-Team. Fahrer waren der Kolumbianer Roberto Guerrero, der im Jahr zuvor bereits für Ensign gestartet war, sowie der ehemalige Motorradweltmeister Johnny Cecotto aus Venezuela, der hier sein Formel-1-Debüt beging. Cecotto erzielte beim Großen Preis der USA West einen Weltmeisterschaftspunkt für Theodore, konnte aber danach keine weiteren Erfolge mehr erreichen. Im Laufe der Saison scheiterte er viermal an der Vorqualifikation. Guerrero erzielte keine Punkte. Nach dem Grand Prix von Europa in Brands Hatch zog sich Theodore aufgrund des ausbleibenden Erfolges aus der Formel 1 zurück.

## Theodore Racing in der Aurora F1 Serie
In den Jahren 1978 bis 1980 trat Theodore in der britischen Formel-1-Meisterschaft an, die den Namen Aurora FX-Series trug. Hierbei handelte es sich um eine Nachwuchsserie, in der zumeist junge Fahrer an ausgedienten Formel-1-Fahrzeugen den Umgang mit Grand-Prix-Fahrzeugen lernen sollten. Die meisten Rennen wurden auf britischen Strecken abgehalten.

### 1978
Vierzehn Tage nach dem für Theodore letzten Weltmeisterschaftslauf der Formel-1-Saison 1978 meldete sich das Team erstmals zu einem Rennen der Aurora AFX-Championship. Es war das Rennen in Snetterton, das letzte Rennen der Saison. Als Fahrer war der Ire Dave Kennedy gemeldet, der den Wolf WR3 einsetzte. Kennedy konnte in dieser Serie einen ungewöhnlichen Erfolg erzielen: In seinem ersten Rennen mit einem Formel-1-Auto überholte er u. a. den etablierten Tony Trimmer im McLaren und konnte das Rennen letztlich überlegen gewinnen. Kennedy wurde, obwohl er nur ein Rennen gefahren war, mit 22 Punkten für diesen Sieg Zwölfter der Aurora-Meisterschaft.

### 1979
In der Saison 1979 trat Theodore Racing ausschließlich in der Aurora-Serie an. Das Team ging weiterhin mit David Kennedy an den Start, gemeldet wurde ein Wolf WR6, der im Jahr zuvor gelegentlich vom Wolf-Werksteam in der Formel-1-Weltmeisterschaft eingesetzt worden war. Kennedy war erfolgreich. Er nahm an 14 von 15 Rennen der Meisterschaft teil und konnte drei Rennen gewinnen. Weiterhin erreichte er u. a. einen zweiten Platz und fünf dritte Plätze. Mit 63 Punkten beendete er die Saison als Zweiter hinter Rupert Keegan, der für das Charles Clowes Racing-Team in einem Arrows A1 65 Punkte hatte einfahren können.

### 1980
1980 fuhren Desiré Wilson, Kevin Cogan, Geoff Lees und Kim Mather für Theodore Racing. Einsatzfahrzeuge waren der Wolf WR3 und WR4, die inzwischen einige Gebrauchsspuren trugen und keine Erfolgsgaranten mehr waren. Die beste Leistung zeigte Desiré Wilson: Sie gewann das Oster-Rennen in Brands Hatch. Sie war damit die erste und bislang einzige Frau, die ein Formel-1-Rennen gewinnen konnte. Desiré Wilson schloss die Aurora-Meisterschaft 1980 mit 21 Punkten als Sechste ab; sie war damit Theodores beste Fahrerin. Kevin Cogan und Kim Mather brachten jeweils noch eine Podiums-Position zustande.
Ab Sommer 1980 wandte sich Theodore Racing wieder ausschließlich der Formel-1-Weltmeisterschaft zu.

## Theodore in der CART-Serie
Im ersten Jahr seines Engagements in der CART-Serie der USA konzentrierte sich Theodore ausschließlich auf das 500-Meilen-Rennen von Indianapolis. Im Gegensatz zu Theodores F1-Engagement stellten sich hier auch bald Erfolge ein.
1977, bei Theodores ersten Einsatz in Indianapolis, fiel Clay Regazzoni bereits nach 25 Runde durch Probleme mit dem Benzindruck aus.
1978 trat Theodore nicht mit einem eigenen Team in Indianapolis an, sondern sponserte den Sieger des Rennens Al Unser, einen guten Freund Yips, der diesem auch bei seinem Formel 1 Engagement behilflich war.
1979 erreichte Mike Mosley in einem von Dan Gurney gebauten und von Theodore eingesetzten Eagle den dritten Platz in Indianapolis und den zehnten Platz im Gesamtklassement. Im folgenden Jahr fiel Mosley in Indianapolis bereits nach fünf Runden aus und 1981 erreichte Vern Schuppan, den Yip bereits in der Formel 5000 unterstützte, für Theodore am Steuer eines McLaren erneut den dritten Platz.
1982 bestritt Theodore in Kooperation mit Truesports erstmals die komplette Saison. Als Pilot wurde Bobby Rahal verpflichtet. Zwar wurde in Indianapolis nur der elfte Rang erzielt, jedoch erreichte Rahal im Laufe der Saison sieben Podiumsplatzierungen und zwei Siege, womit Rahal am Saisonende auf Platz 2 der Meisterschaftswertung hinter Rick Mears kam und als Rookie of the Year ausgezeichnet wurde.
Zusätzlich setzte Theodore in Indianapolis einen Eagle für die Südafrikanerin Desiré Wilson ein. Sie konnte sich jedoch nicht für das Rennen qualifizieren.
Trotz der Erfolge wurde die Kooperation mit Truesports am Jahresende aufgelöst und Theodore sponserte 1983 die Autos des Teams Bignotti-Cotter, dessen Spitzenfahrer Tom Sneva in diesem Jahr die 500 Meilen von Indianapolis gewinnen konnte und in der Gesamtwertung auf Platz 4 kam.
1984, nach Theodores Rückzug aus der Formel 1, kehrte Yip mit einem eigenen Team und einem selbst entwickelten Auto in die CART-Serie zurück. Die Eigenentwicklung, der Theodore TY 184, erwies sich jedoch schnell als nicht konkurrenzfähig und wurde, trotz eines vierten Platzes von Jim Crawford beim Saisonauftakt in Long Beach, in der Folge nur noch sporadisch eingesetzt. So blieben den Piloten, neben Crawford wurde noch der Italiener Bruno Giacomelli eingesetzt, größere Erfolge verwehrt. Am Ende des Jahres stoppte Yip seine CART-Aktivitäten und zog sich zurück.

## Theodore in Macao
Von besonderer Bedeutung für Teddy Yip war der Macau Grand Prix, eine Motorsportveranstaltung, die seit 1954 jedes Jahr auf dem Guia Circuit in Macau in mehreren Motorsportklassen ausgetragen wird. Gegenwärtig ist sie für die Formel 3 sowie für Tourenwagen und Motorräder ausgeschrieben. Yip gilt als einer der Initiatoren dieses Rennens und nahm bis 1963 regelmäßig als Fahrer an der Veranstaltung teil. Sein erster Einsatz war für 1955 in der Tourenwagenklasse vorgesehen; Yip musste seine Meldung aber zurückziehen, nachdem er seinen Jaguar XK 120 im Training stark beschädigt hatte.
Seit den 1960er-Jahren meldete Yip seinen Rennstall Theodore Racing zum Macau Grand Prix, vornehmlich in der Formel-3-Klasse. Theodore Racing war eines der erfolgreichsten Teams in Macao: Zwischen 1975 und 1984 gewann der Rennstall sechsmal das Formel-3-Rennen auf dem Straßenkurs. In den 1980er-Jahren verpflichtete Yip immer wieder Formel-1-Stars, um die Attraktivität des Rennens zu steigern. So traten unter anderem Ayrton Senna, Nelson Piquet, Keke Rosberg, Rick Mears und Patrick Tambay in Macao für Theodore an.

## Zahlen und Daten

### Formel-1-Weltmeisterschaft

#### Statistik in der Formel 1
| Saison | Teamname                 | Chassis                        | Motor               | Reifen | Grand Prix | Siege | Zweiter | Dritter | Poles | schn. Rennrunden | Punkte | WM-Rang |
| ------ | ------------------------ | ------------------------------ | ------------------- | ------ | ---------- | ----- | ------- | ------- | ----- | ---------------- | ------ | ------- |
| 1977   | Theodore Racing Hongkong | Ensign N177                    | Cosworth DFV 3,0 V8 | G      | 9          | –     | –       | –       | –     | –                | –      | -       |
| 1978   | Theodore Racing Hongkong | Theodore TR1 Wolf WR3 Wolf WR4 | Cosworth DFV 3,0 V8 | G      | 13         | –     | –       | –       | –     | –                | –      | -       |
| 1981   | Theodore Racing Team     | Theodore TY01                  | Cosworth DFV 3,0 V8 | M A    | 15         | –     | –       | –       | –     | –                | 1      | 12.     |
| 1982   | Theodore Racing Team     | Theodore TY01 Theodore TY02    | Cosworth DFV 3,0 V8 | A G    | 15         | –     | –       | –       | –     | –                | –      | -       |
| 1983   | Theodore Racing Team     | Theodore N183                  | Cosworth DFV 3,0 V8 | G      | 15         | –     | –       | –       | –     | –                | 1      | 12.     |
| Gesamt | Gesamt                   | Gesamt                         | Gesamt              | Gesamt | 67         | –     | –       | –       | –     | –                | 2      |         |

#### Alle Rennergebnisse in der Formel 1
| Saison | Chassis                        | Nr. | Fahrer      | 1   | 2   | 3   | 4    | 5    | 6   | 7    | 8   | 9   | 10  | 11   | 12   | 13  | 14   | 15  | 16  | 17  | Punkte | Rang |
| ------ | ------------------------------ | --- | ----------- | --- | --- | --- | ---- | ---- | --- | ---- | --- | --- | --- | ---- | ---- | --- | ---- | --- | --- | --- | ------ | ---- |
| 1977   | Ensign N177                    |     |             |     |     |     |      |      |     |      |     |     |     |      |      |     |      |     |     |     | 0      | —    |
| 1977   | Ensign N177                    | 23  | P.Tambay    |     |     |     |      |      |     |      |     | DNQ | DNF | 6    | DNF  | 5   | DNF  | DNF | 5   | DNF | 0      | —    |
| 1978   | Theodore TR1 Wolf WR3 Wolf WR4 |     |             |     |     |     |      |      |     |      |     |     |     |      |      |     |      |     |     |     | 0      | —    |
| 1978   | Theodore TR1 Wolf WR3 Wolf WR4 | 36  | E. Cheever  | DNQ | DNQ |     |      |      |     |      |     |     |     |      |      |     |      |     |     |     | 0      | —    |
| 1978   | Theodore TR1 Wolf WR3 Wolf WR4 | 36  | K. Rosberg  |     |     | DNF | DNPQ | DNQ  | DNQ | DNPQ |     |     |     | 10   | NC   | DNF | DNPQ | DNF | NC  |     | 0      | —    |
| 1981   | Theodore TY01                  |     |             |     |     |     |      |      |     |      |     |     |     |      |      |     |      |     |     |     | 1      | 12   |
| 1981   | Theodore TY01                  | 33  | P. Tambay   | 6   | 10  | DNF | 11   | DNQ  | 7   | 13   |     |     |     |      |      |     |      |     |     |     | 1      | 12   |
| 1981   | Theodore TY01                  | 33  | M. Surer    |     |     |     |      |      |     |      | 12  | 11  | 14  | DNF  | 13   | 8   | 13   | DNF |     |     | 1      | 12   |
| 1982   | Theodore TY01 Theodore TY02    |     |             |     |     |     |      |      |     |      |     |     |     |      |      |     |      |     |     |     | 0      | —    |
| 1982   | Theodore TY01 Theodore TY02    | 33  | D. Daly     | 14  | DNF | DNF |      |      |     |      |     |     |     |      |      |     |      |     |     |     | 0      | —    |
| 1982   | Theodore TY01 Theodore TY02    | 33  | J. Lammers  |     |     |     |      | DNQ  | DNQ | DNQ  |     | DNF | DNQ | DNQ  |      |     |      |     |     |     | 0      | —    |
| 1982   | Theodore TY01 Theodore TY02    | 33  | G. Lees     |     |     |     |      |      |     |      | DNF |     |     |      |      |     |      |     |     |     | 0      | —    |
| 1982   | Theodore TY01 Theodore TY02    | 33  | T. Byrne    |     |     |     |      |      |     |      |     |     |     |      | DNQ  | DNF | DNQ  | DNQ | DNF |     | 0      | —    |
| 1983   | Theodore N183                  |     |             |     |     |     |      |      |     |      |     |     |     |      |      |     |      |     |     |     | 1      | 12   |
| 1983   | Theodore N183                  | 33  | R. Guerrero | NC  | DNF | DNF | DNF  | DNPQ | DNF | NC   | DNF | 16  | DNF | DNF  | 12   | 13  | 12   |     |     |     | 1      | 12   |
| 1983   | Theodore N183                  | 34  | J. Cecotto  | 14  | 6   | 11  | DNF  | DNPQ | 10  | DNF  | DNF | DNQ | 11  | DNPQ | DNPQ | 11  |      |     |     |     | 1      | 12   |

| Legende  | Legende            | Legende                                                          |
| Farbe    | Abkürzung          | Bedeutung                                                        |
| -------- | ------------------ | ---------------------------------------------------------------- |
| Gold     | –                  | Sieg                                                             |
| Silber   | –                  | 2. Platz                                                         |
| Bronze   | –                  | 3. Platz                                                         |
| Grün     | –                  | Platzierung in den Punkten                                       |
| Blau     | –                  | Klassifiziert außerhalb der Punkteränge                          |
| Violett  | DNF                | Rennen nicht beendet (did not finish)                            |
| Violett  | NC                 | nicht klassifiziert (not classified)                             |
| Rot      | DNQ                | nicht qualifiziert (did not qualify)                             |
| Rot      | DNPQ               | in Vorqualifikation gescheitert (did not pre-qualify)            |
| Schwarz  | DSQ                | disqualifiziert (disqualified)                                   |
| Weiß     | DNS                | nicht am Start (did not start)                                   |
| Weiß     | WD                 | zurückgezogen (withdrawn)                                        |
| Hellblau | PO                 | nur am Training teilgenommen (practiced only)                    |
| Hellblau | TD                 | Freitags-Testfahrer (test driver)                                |
| ohne     | DNP                | nicht am Training teilgenommen (did not practice)                |
| ohne     | INJ                | verletzt oder krank (injured)                                    |
| ohne     | EX                 | ausgeschlossen (excluded)                                        |
| ohne     | DNA                | nicht erschienen (did not arrive)                                |
| ohne     | C                  | Rennen abgesagt (cancelled)                                      |
| ohne     | keine WM-Teilnahme |                                                                  |
| sonstige | P/fett             | Pole-Position                                                    |
| sonstige | 1/2/3/4/5/6/7/8    | Punktplatzierung im Sprint-/Qualifikationsrennen                 |
| sonstige | SR/kursiv          | Schnellste Rennrunde                                             |
| sonstige | *                  | nicht im Ziel, aufgrund der zurückgelegten Distanz aber gewertet |
| sonstige | ()                 | Streichresultate                                                 |
| sonstige | unterstrichen      | Führender in der Gesamtwertung                                   |

### CART-Serie

#### Piloten
| - Jim Crawford (1984) - Bruno Giacomelli (1984) - Mike Mosley (1979–80) - Clay Regazzoni (1977) | - Bobby Rahal (1982) - Vern Schuppan (1981) - Desiré Wilson (1982) |

#### Werdegang von Theodore in der CART-Serie
| Saison | Auto                         | Fahrer           | Rennen | DNQ | Starts | Siege | T Indy | R Indy | Punkte | Position |
| 1977   | McLaren Offenhauser TC       | Clay Regazzoni   | 1      | –   | 1      | –     | 29     | DNF    | –      | –        |
|        | Gesamtergebnis 1977          |                  | 1      |     | 1      |       |        |        |        |          |
| 1979   | Eagle Ford Cosworth TC       | Mike Mosley      | 12     | –   | 12     | –     | 12     | 3      | 1121   | 10.      |
|        | Gesamtergebnis 1979          |                  | 12     |     | 12     |       |        |        | 1121   |          |
| 1980   | Eagle Chevrolet              | Mike Mosley      | 3      | –   | 3      | –     | 26     | DNF    | 28     | 42.      |
|        | Gesamtergebnis 1980          |                  | 3      |     | 3      |       |        |        | 28     |          |
| 1981   | McLaren Ford Cosworth TC     | Vern Schuppan    | 1      | –   | 1      | –     | 18     | 3      | –      | –        |
|        | Gesamtergebnis 1981          |                  | 1      |     | 1      |       |        |        |        |          |
| 1982   | March 82C Ford Cosworth      | Bobby Rahal      | 11     | –   | 11     | 2     | 17     | 11     | 242    | 2.       |
| 1982   | Eagle Ford Cosworth          | Desiré Wilson    | 1      | 1   | –      | –     | DNQ    | –      | –      | –        |
|        | Gesamtergebnis 1982          |                  | 12     | 1   | 11     |       |        |        | 242    |          |
| 1984   | Theodore TY184 Ford Cosworth | Jim Crawford     | 4      | 1   | 3      | –     | DNQ    | –      | 12     | 27.      |
| 1984   | Theodore TY184 Ford Cosworth | Bruno Giacomelli | 3      | 2   | 1      | –     | DNQ    | –      | –      | –        |
|        | Gesamtergebnis 1984          |                  | 7      | 3   | 4      |       |        |        | 12     |          |
| Gesamt |                              |                  | 36     | 4   | 32     | 2     |        |        | 1403   |          |

T Indy = Training Indianapolis, R Indy = Rennen Indianapolis, DNQ = Nichtqualifikation
Das System der Punktevergabe änderte sich zwischen 1977 und 1984 mehrfach. In den Jahren 1981 und 1982 wurden die Rennergebnisse von Indianapolis nicht mit Punkten bedacht.